# Gnophos impectinata
Gnophos impectinata là một loài bướm đêm trong họ Geometridae.